# Wolfgang Friedrich von Mülinen

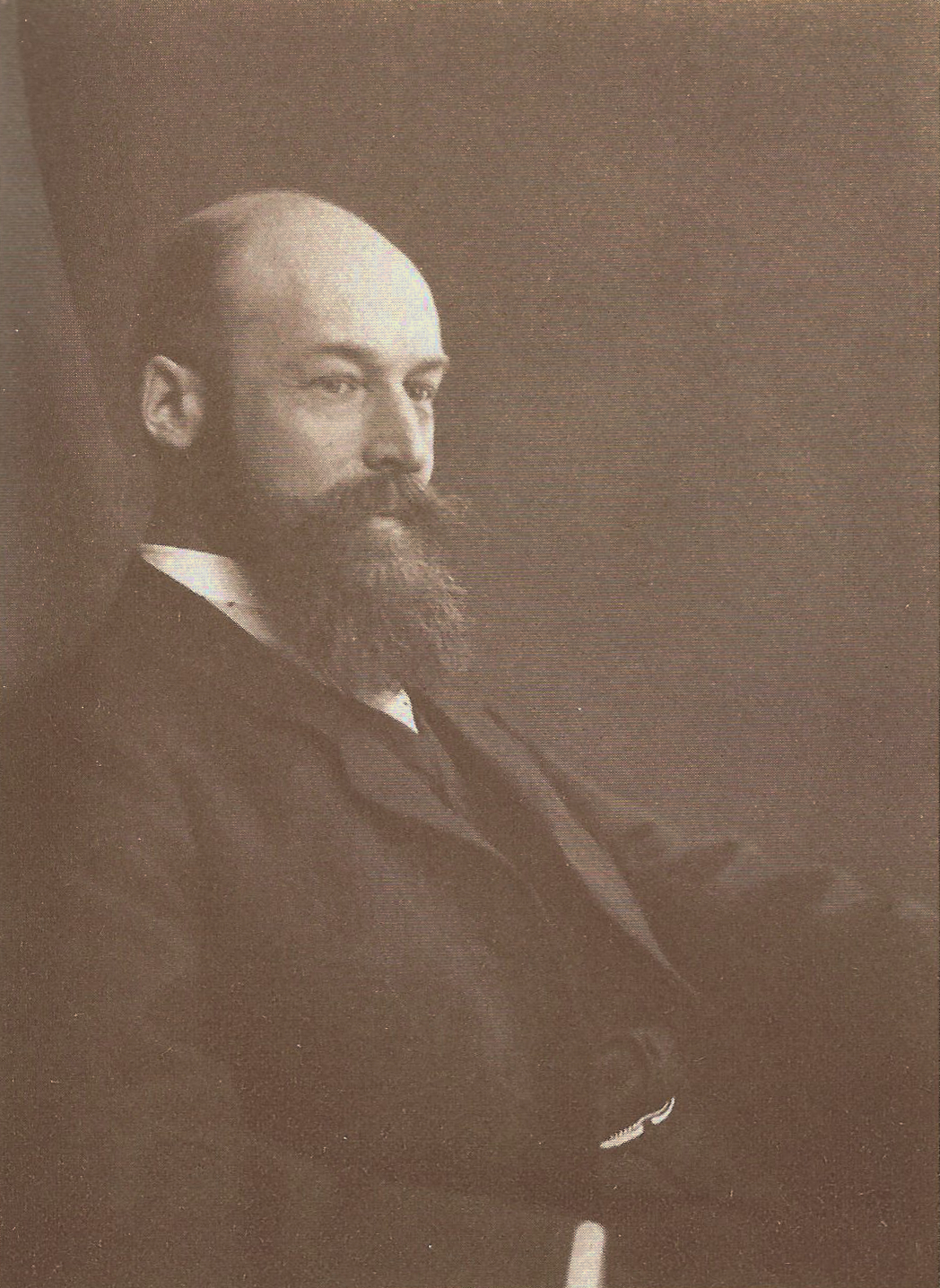
Wolfgang Friedrich von Mülinen

Wolfgang Friedrich von Mülinen (* 25. Dezember 1863 in Bern; † 15. Januar 1917 ebenda) war Historiker und seit 1896 ausserordentlicher Professor für Schweizergeschichte an der Universität Bern. Er stammte aus der Berner Patrizierfamilie von Mülinen.

## Leben
Wie etliche seiner Vorfahren interessierte sich Wolfgang Friedrich von Mülinen für Geschichte. Sein Vorfahre fünf Generationen vor ihm, Friedrich von Mülinen (1706–1769), legte den Grundstein zur berühmten Bibliothek und Handschriftensammlung der Mülinen, heute in der Burgerbibliothek Bern. Daraus bezogen sein Urgrossvater, der Berner Schultheiss Niklaus Friedrich von Mülinen (1760–1833), der 1816 in den erblichen österreichischen Grafenstand erhoben wurde, und sein Grossvater Gottfried von Mülinen (1790–1840), Offizier und von 1823 bis 1830 Regierungsstatthalter des Amtsbezirks Nidau, die Grundlagen für erste handschriftliche Genealogien zur Abstammung der Familie.
Wolfgang Friedrich studierte unter anderem in Freiburg im Üechtland, Berlin und Bern und wurde 1887 zum Doktor der Philosophie promoviert. Seine Dissertation trägt den Titel Geschichte der Schweizer-Söldner bis zur Errichtung der ersten stehenden Garde 1497. 1896 wurde er zum ausserordentlichen Professor für Schweizergeschichte an der Universität Bern ernannt. Ab dem gleichen Jahr war er Mitglied des Burgerrats in Bern. Seit 1900 leitete er die Stadt- und Universitätsbibliothek Bern. Ebenfalls seit 1900 und bis 1912 war er Präsident des Historischen Vereins des Kantons Bern, dessen Sekretär er zuvor schon von 1885 bis 1897 gewesen war. In seiner Heimatstadt Bern war er von 1904 bis 1912 Präsident der Zunftgesellschaft zu Schmieden.
Als Geschichtsforscher widmete er sich in zahlreichen Arbeiten und Quelleneditionen der Geschichte von Stadt und Republik Bern vom Mittelalter bis in die frühe Neuzeit, als Beispiel Bern’s Geschichte 1191–1891, erschienen im Jubiläumsjahr 1891. Als Universitätslehrer unterstützte er seine Studierenden bei ihrer historischen Forschung mit dem Zugang zur Familienbibliothek der Mülinen, so seinen Studenten August Plüss, späterer Mitarbeiter im Berner Staatsarchiv, bei dessen Doktorarbeit über Die Freiherren von Grünenberg in Kleinburgund. Unter Wolfgang Friedrich von Mülinens Anleitung als Doktorvater ist die Arbeit von Plüss im Urteil der Nachwelt „die beste Monographie über ein bernisches Adelsgeschlecht geblieben“.

## Familie
Wolfgang Friedrich war der Sohn von Egbert Friedrich von Mülinen (1817–1887) und von Sophie von Mutach (1828–1901). Sein Vater, ein Privatgelehrter in der Tradition seiner Vorväter, erhielt 1884 von der Universität Bern für seine unermüdlichen historischen Arbeiten den Ehrendoktortitel. Seine Geschwister waren die Frauenrechtlerin Helene (1850–1924) und der Berner Forstinspektor Hans Friedrich von Mülinen (1858–1936).
Er und seine Frau Esther Irmengard von Hallwyl, die er 1889 heiratete, waren die Eltern von Egbert von Mülinen (1896–1976).